# Дэвис, Дэвид Брайон
Дэвид Брайон Дэвис (англ. David Brion Davis; 16 февраля 1927, Денвер — 14 апреля 2019, Гилфорд) — американский историк, выдающийся историк рабства и аболиционизма. Доктор философии (1956), Стерлингский профессор-эмерит Йеля, где преподавал более 30 лет. Член Американского философского общества. Его трилогия The Problem of Slavery (завершена в 2014 году, первый том вышел в 1966-м) удостоилась Пулитцеровской премии, Национальной книжной премии и ряда других престижных отличий.
В 2014 году (за 2013) президент США Барак Обама вручил профессору Дэвису Национальную медаль гуманитарных наук за то, что он «изменил наше понимание истории».

## Биография
Родился в творческой семье; его отец был журналистом и романистом, писала и мать. Сменил пять школ, окончил последнюю в Нью-Йорке. В 1945 призван в армию. После службы там в послевоенной оккупированной Германии в 1950 году получил степень бакалавра философии в Дартмутском колледже, куда поступил согласно GI Bill. Степень доктора философии по американской истории получил в Гарварде. Подружился там с Кеннетом Стэмпом. Преподавал в Дартмуте и Корнелле, а в 1970 году перешёл в Йель, с 1978 года Стерлингский профессор, с 2001 года в отставке. За годы работы он обучил тысячи студентов и руководил защитой около 60 диссертаций. Президент Организации американских историков (1988–1989). Член Американской академии искусств и наук. Часто публиковался в The New York Review of Books.
Первый брак окончился разводом. В 1971 году вновь женился, супруга также работала в Йеле. Остались дети, внуки и правнуки. Удостоился ряда почётных степеней.
Автор или редактор 16 книг, три главных из которых были посвящены рабству. Первая из последних трёх — The Problem of Slavery in Western Culture (1966), удостоилась Пулитцеровской премии и стала финалистом Национальной книжной премии. Вторая — The Problem of Slavery in the Age of Revolution, 1770—1823 (1975) — получила Национальную книжную премию, а также премию Бэнкрофта. Третья — The Problem of Slavery in the Age of Emancipation — вышла в 2014 году и получила премию Национального круга книжных критиков. Эту трилогию о рабстве Эрик Фонер в журнале The Nation назвал «одним из самых высоких достижений исторической науки за последние полвека». Фонер называл Дэвиса одним из самых влиятельных историков своего поколения.
Также автор книг Homicide in American Fiction, 1798—1860: A Study in Social Values (1957), Slavery and Human Progress (1984), In the Image of God: Religion, Moral Values, and Our Heritage of Slavery (2001). В 2006 выпустил Inhuman Bondage: The Rise and Fall of Slavery in the New World.